# Epiphile hermosa
Epiphile hermosa is een vlinder uit de familie Nymphalidae. De wetenschappelijke naam van de soort is voor het eerst geldig gepubliceerd in 1978 door De la Maza & Díaz Francés.